# 姫治村 (福岡県)
姫治村（ひめはるむら）は、福岡県浮羽郡にあった村。現在のうきは市の一部。

## 地理
隈上川流域の山間部に位置していた。
- 河川：小塩川、巨瀬川[1]

## 歴史

### 沿革
- 1889年（明治22年）4月1日 - 町村制の施行により、生葉郡小塩村、新川村、田籠村、妹川村が合併して村制施行し、姫治村が発足[1][2]。
- 1896年（明治29年）4月1日 - 郡の統合により浮羽郡に所属[1][3]。
- 1951年（昭和26年）4月1日 - 浮羽郡御幸町に編入され、同町が浮羽町に改称して廃止された[1][2]。

### 地名の由来
『和名類聚抄』に記載の姫治郷による。ただし姫治は「姫沼」の誤記。

## 交通

### 道路
- 小塩通[1]
- 新川通[1]
- 藤波通[1]
- 牛鳴通[1]